# Грејнола (Оклахома)
Грејнола (енгл. Grainola) град је у америчкој савезној држави Оклахома.

## Демографија
По попису из 2010. године број становника је 31, што је 0 (0,0%) становника више него 2000. године.
| Група             | 2000.      | 2010.      |
| Белци             | 19 (61,3%) | 22 (71,0%) |
| Афроамериканци    | 0 (0,0%)   | 0 (0,0%)   |
| Азијати           | 0 (0,0%)   | 0 (0,0%)   |
| Хиспаноамериканци | 0 (0,0%)   | 0 (0,0%)   |
| Укупно            | 31         | 31         |